# Despicable Me (franchise)
Despicable Me is een Amerikaanse computer-geanimeerde filmkomedie-franchise gedistribueerd door Universal Pictures en geproduceerd door Illumination Entertainment en is grotendeels bedacht door Brian Lynch. Despicable Me bestaat uit vier films en twee spin-offfilms met de titel Minions en Minions: The Rise Of Gru, vernoemd naar de gele wezens en handlangers van Gru, die in de eerste film begon als een superschurk maar later meer de rol van vader en superheld kreeg. Ook zijn er zes korte films verschenen waarin de Minions voorkwamen en is er de 3D-simulatie-attractie Despicable Me: Minion Mayhem in het attractiepark Universal Studios Florida en de Universal Studios in Hollywood. Gelijktijdig met het uitbrengen van de lange animatiefilms werden er soundtrackalbums van de betreffende films uitgebracht. Het nummer "Happy" van Pharrell Williams op het album Despicable Me 2: Original Motion Picture Soundtrack is tot op heden de grootste Nederlandse Top 40-hit aller tijden. De filmreeks inclusief de spin-offs staat op de 15e plaats in de Lijst van succesvolste filmreeksen. Andere items waren een boek gebaseerd op de films, geschreven door Annie Auerbach en drie computerspellen gebaseerd op de eerste film en de Minions. De filmregisseurs Pierre Coffin en Chris Renaud spraken ook de stemmen in van de Minions. Steve Carell leende zijn stem voor het personage Gru in alle films.

## Filmserie

### Despicable Me (2010)
Despicable Me (Nederlands: Verschrikkelijke ikke) is een Amerikaanse computeranimatiefilm die verscheen op 19 juni 2010. De film kwam in Nederland en België op 13 oktober 2010 uit. De film werd geregisseerd door Pierre Coffin, Chris Renaud en Sergio Pablos. De film werd geproduceerd door Illumination Entertainment en verdeeld door Universal.
De film draait rond Gru die de grootste superschurk ter wereld wil worden samen met zijn handlangers Dr. Nefario en de minions. Om dit te bereiken wil  hij de maan verkleinen. Wanneer hij echter hiervoor gedwarsboomd wordt door een andere superschurk genaamd Vector, is hij gedwongen om 3 weeskinderen genaamd Margo, Edith en Agnes te adopteren om Vector te dwarsbomen. Gru raakt echter op de meisjes gesteld.
De film had een budget van $69 miljoen en een opbrengt van $543.113.985. Hiermee is het de 9de succesvolste film uit 2010.

### Despicable Me 2 (2013)
Despicable Me 2 (Nederlands: Verschrikkelijke ikke 2) is een Amerikaanse computeranimatiefilm die verscheen op 5 juni 2013. De film kwam in Nederland en België op 26 juni 2013 uit. De film werd geregisseerd door Pierre Coffin en Chris Renaud. De film werd geproduceerd door Illumination Entertainment en verdeeld door Universal.
Gru is geen superschurk meer. Zijn handlanger Dr. Nefario mist het slecht zijn echter en gaat werken bij de doodgewaande superschurk El Macho. Gru wordt vervolgens benaderd door een geheim agente Lucy Wilde om haar te helpen met een nieuwe superschurk undercover in een winkelcentrum op te sporen. Wanneer zijn dochter Margo echter een relatie krijgt met de zoon van een restaurantuitbater in het winkelcentrum, neemt de film een bijzondere wending.
De film had een budget van $76 miljoen en een opbrengt van $970.761.885. Hiermee is het de 3de succesvolste film uit 2013.

### Despicable Me 3 (2017)
Despicable Me 3 (Nederlands: Verschrikkelijke ikke 3) is een Amerikaanse computeranimatiefilm die verscheen op 14 juni 2017. De film kwam in Nederland op 28 juni 2017 uit en in België op 5 juli 2017. De film werd geregisseerd door Pierre Coffin en Kyle Balda. De film werd geproduceerd door Illumination Entertainment en verdeeld door Universal. In de Verenigde Staten verscheen de film op 30 juni 2017.
De film had een budget van $80 miljoen en een opbrengst van 1.034.799.409. Hiermee is het de 4de succesvolste film van 2017.

### Despicable Me 4 (2024)
Despicable Me 4 (Nederlands: Verschrikkelijke ikke 4) is een Amerikaanse computeranimatiefilm uit 2024, geregisseerd door Chris Renaud. De film is een sequel op Despicable Me 3 uit 2017 en de zesde film in de Despicable Me-franchise.

## Prequel

### Minions (2015)
Minions is een Amerikaanse 3D-computeranimatiefilm die verscheen op 11 juni 2015 en is een prequel op de eerdere films in deze franchise. De film werd geregisseerd door Pierre Coffin en Kyle Balda. De film werd geproduceerd door Illumination Entertainment en verdeeld door Universal.
De Minions zijn een ras van gele, humanoïde wezens, die al sinds het begin der tijden bestaan en maar voor 1 doel leven; kwaadaardige meesters dienen. In de loop der eeuwen werken ze onder andere voor een Tyrannosaurus rex tot Napoleon Bonaparte,  maar door hun onhandigheid zijn ze er steeds de oorzaak van dat hun meester aan zijn einde komt. Uiteindelijk besluiten ze zich terug te trekken op Antarctica, maar het gemis van een meester drijft hen tot een zware depressie. In 1968 besluit de minion Kevin, dat het tijd is een nieuwe start te maken. Samen met de rebelse tiener-Minion Stuart en de jonge minion Bob trekt hij de wereld in om een nieuwe meester voor zijn volk te zoeken.
De film had een budget van $74 miljoen en een opbrengt van $1.159.398.397. Hiermee is het de 5de succesvolste film uit 2015.

### Minions: The Rise of Gru (2022)
Minions: The Rise of Gru (Nederlands: Minions: Hoe Gru superschurk werd), ook bekend als Minions 2, is een Amerikaanse computeranimatiefilm uit 2022, geregisseerd door Kyle Balda met Brad Ableson en Jonathan del Val als co-regisseurs. De film is geproduceerd door Illumination en wordt gedistribueerd door Universal Pictures. De film werd in januari 2017 aangekondigd door Illumination en is het vervolg op Minions (2015) en is daarmee het vijfde onderdeel in de Despicable Me-franchise.

## Korte films

### Home Makeover (2010)
Home Makeover is een korte film geregisseerd door Kyle Balda en Samuel Tourneux. Het verscheen op 14 december 2010 op de Despicable Me dvd, Blu-ray en 3D-Blu-ray.

### Orientation Day (2010)
Orientation Day is een korte film geregisseerd door Kyle Balda en Samuel Tourneux. Het verscheen op 14 december 2010 op de Despicable Me dvd, Blu-ray en 3D-Blu-ray.

### Banana (2010)
Banana is een korte film geregisseerd door Kyle Balda en Samuel Tourneux. Het verscheen op 14 december 2010 op de Despicable Me dvd, Blu-ray en 3D-Blu-ray.

### Puppy (2013)
Puppy is een korte film geregisseerd door Yarrow Cheney en Bruno Dequier.  Het verscheen op 10 december 2013 op de Despicable Me 2 dvd, Blu-ray en  3D-Blu-ray. Het werd tevens ook genomineerd voor een Annie Award in 2013.

### Panic in the Mailroom (2013)
Panic in the Mailroom is een korte film geregisseerd door Fabrice Joubert en Mark O'Hare.  Het verscheen op 10 december 2013 op de Despicable Me 2 dvd, Blu-ray en 3D-Blu-ray.

### Training Wheels (2013)
Training Wheels is een korte film geregisseerd door Eric Favela en Régis Schuller.  Het verscheen op 10 december 2013 op de Despicable Me 2 dvd, Blu-ray en 3D-Blu-ray.

## Budget en opbrengst
| Film            | Budget       | Opbrengst       |
| --------------- | ------------ | --------------- |
| Despicable Me   | $ 69.000.000 | $ 543.113.985   |
| Despicable Me 2 | $ 76.000.000 | $ 970.761.885   |
| Despicable Me 3 | $ 80.000.000 | $ 1.034.799.409 |
| Minions         | $ 74.000.000 | $ 1.159.398.397 |

## Rolverdeling

### Originele rolverdeling
| Felonious Gru    | Steve Carell                               | Steve Carell               | Steve Carell               | Steve Carell     | Steve Carell   | Steve Carell     | stille cameo     |               |               | stille cameo  |               |                  |  |  |  |  |  |  |  |
| Dr. Nefario      | Russell Brand                              | Russell Brand              | stille cameo               | stille cameo     | Russell Brand  |                  |                  |               |               |               |               |                  |  |  |  |  |  |  |  |
| Margot           | Miranda Cosgrove                           | Miranda Cosgrove           | Miranda Cosgrove           | Miranda Cosgrove |                |                  | Miranda Cosgrove |               |               | stille cameo  |               | Miranda Cosgrove |  |  |  |  |  |  |  |
| Edith            | Dana Gaier                                 | Dana Gaier                 | Dana Gaier                 | Dana Gaier       |                |                  | Dana Gaier       |               |               | stille cameo  |               | Dana Gaier       |  |  |  |  |  |  |  |
| Agnes            | Elsie Fisher                               | Elsie Fisher               | Nev Scharrel               | Madison Polan    |                |                  | Elsie Fisher     |               |               | stille cameo  |               | Elsie Fisher     |  |  |  |  |  |  |  |
| Minions          | Pierre Coffin Chris Renaud Jemaine Clement | Pierre Coffin Chris Renaud | Pierre Coffin Chris Renaud | Pierre Coffin    | Pierre Coffin  | Pierre Coffin    | Pierre Coffin    | Pierre Coffin | Pierre Coffin | Pierre Coffin | Pierre Coffin | Pierre Coffin    |  |  |  |  |  |  |  |
| Vector           | Jason Segel                                |                            |                            |                  |                |                  |                  |               |               |               |               |                  |  |  |  |  |  |  |  |
| Mr. Perkins      | Will Arnett                                |                            |                            |                  |                | Will Arnett      |                  |               |               |               |               |                  |  |  |  |  |  |  |  |
| Marlena          | Julie Andrews                              | stille cameo               | Julie Andrews              |                  |                |                  |                  |               | stille cameo  | Julie Andrews | stille cameo  |                  |  |  |  |  |  |  |  |
| Miss Hattie      | Kristen Wiig                               |                            |                            |                  |                |                  |                  |               |               |               |               |                  |  |  |  |  |  |  |  |
| Lucy Wilde       |                                            | Kristen Wiig               | Kristen Wiig               | Kristen Wiig     |                |                  |                  |               |               |               |               |                  |  |  |  |  |  |  |  |
| Silas Ramsbottom |                                            | Steve Coogan               | Steve Coogan               | Steve Coogan     |                | Steve Coogan     |                  |               |               |               |               |                  |  |  |  |  |  |  |  |
| El Macho         |                                            | Benjamin Bratt             |                            |                  |                |                  |                  |               |               |               |               |                  |  |  |  |  |  |  |  |
| Antonio Perez    |                                            | Moisés Arias               |                            |                  |                |                  |                  |               |               |               |               |                  |  |  |  |  |  |  |  |
| Balthazar Bratt  |                                            |                            | Trey Parker                |                  |                |                  |                  |               |               |               |               |                  |  |  |  |  |  |  |  |
| Dru Gru          |                                            |                            | Steve Carell               |                  |                |                  |                  |               |               |               |               |                  |  |  |  |  |  |  |  |
| Maxime Le Mal    |                                            |                            |                            | Will Ferrell     |                |                  |                  |               |               |               |               |                  |  |  |  |  |  |  |  |
| Poppy Prescott   |                                            |                            |                            | Joey King        |                |                  |                  |               |               |               |               |                  |  |  |  |  |  |  |  |
| Valentina        |                                            |                            |                            | Sofia Vergara    |                |                  |                  |               |               |               |               |                  |  |  |  |  |  |  |  |
| Perry Prescott   |                                            |                            |                            | Stephen Colbert  |                |                  |                  |               |               |               |               |                  |  |  |  |  |  |  |  |
| Patsy Prescott   |                                            |                            |                            | Chloe Fineman    |                |                  |                  |               |               |               |               |                  |  |  |  |  |  |  |  |
| Scarlet Overkill |                                            |                            |                            |                  | Sandra Bullock |                  |                  |               |               |               |               |                  |  |  |  |  |  |  |  |
| Herb Overkill    |                                            |                            |                            |                  | Jon Hamm       |                  |                  |               |               |               |               |                  |  |  |  |  |  |  |  |
| Wild Knuckles    |                                            |                            |                            |                  |                | Alan Arkin       |                  |               |               |               |               |                  |  |  |  |  |  |  |  |
| Belle Bottom     |                                            |                            |                            |                  |                | Taraji P. Henson |                  |               |               |               |               |                  |  |  |  |  |  |  |  |

### Nederlandse rolverdeling
| Personage              | Filmreeks                                                | Filmreeks                  | Filmreeks                  | Filmreeks              | Prequel        | Prequel                         |
| Personage              | Despicable Me (2010)                                     | Despicable Me 2 (2013)     | Despicable Me 3 (2017)     | Despicable Me 4 (2024) | Minions (2015) | Minions: The Rise of Gru (2022) |
| ---------------------- | -------------------------------------------------------- | -------------------------- | -------------------------- | ---------------------- | -------------- | ------------------------------- |
| Felonious Gru          | Jon van Eerd                                             | Jon van Eerd               | Jon van Eerd               | Jon van Eerd           | Jon van Eerd   | Jon van Eerd                    |
| Dr. Nefario            | Javier Guzman                                            | Javier Guzman              | stille cameo               | Javier Guzman          | stille cameo   | Javier Guzman                   |
| Margot                 | Pip Pellens                                              | Pip Pellens                | Pip Pellens                | Pip Pellens            |                |                                 |
| Edith                  | Mika Pierik                                              | Mika Pierik                | Madelief van Aken          | Madelief van Aken      |                |                                 |
| Agnes                  | Elaine Hakkaart                                          | Elaine Hakkaart            | Kee Derwig                 | Posy Bakkum            |                |                                 |
| Minions                | Pierre Coffin Chris Renaud Jemaine Clement Huub Dikstaal | Pierre Coffin Chris Renaud | Pierre Coffin Chris Renaud | Pierre Coffin          | Pierre Coffin  | Pierre Coffin                   |
| Vector                 | Eddy Zoëy                                                |                            |                            |                        |                | stille cameo                    |
| Mr. Perkins            | Ernst Daniël Smid                                        |                            |                            |                        |                | Ernst Daniël Smid               |
| Marlena                | Patricia Paay                                            | stille cameo               | Patricia Paay              |                        | stille cameo   | Trudy Labij                     |
| Miss Hattie            | Sanne Wallis de Vries                                    |                            |                            |                        |                |                                 |
| Lucy Wilde             |                                                          | Kim van Kooten             | Kim van Kooten             | Kim van Kooten         |                |                                 |
| Silas Ramsbottom       |                                                          | Beau van Erven Dorens      | Beau van Erven Dorens      | Fred Meijer            |                | stille cameo                    |
| Eduardo Perez El Macho |                                                          | Frank Lammers              |                            |                        |                |                                 |
| Antonio Perez          |                                                          | Tony Neef                  |                            |                        |                |                                 |
| Balthazar Bratt        |                                                          |                            | Carlo Boszhard             |                        |                |                                 |
| Dru Gru                |                                                          |                            | Jon van Eerd               |                        |                |                                 |
| Maxime le Mal          |                                                          |                            |                            | Tygo Gernandt          |                |                                 |
| Scarlet Overkill       |                                                          |                            |                            |                        | Isa Hoes       |                                 |
| Herb Overkill          |                                                          |                            |                            |                        | Barry Atsma    |                                 |
| Wild Knuckles          |                                                          |                            |                            |                        |                | Raymond Thiry                   |
| Belle Bottom           |                                                          |                            |                            |                        |                | Edsilia Rombley                 |

## Computerspellen

### Despicable Me: The Game (2010)
Despicable Me: The Game is een computerspel gebaseerd op de eerste langspeelfilm in deze franchise. Het spel werd uitgebracht door D3 Publisher op 6 juli 2010. Het is beschikbaar voor PS2, PSP en wii. Het bracht tevens ook Despicable Me: The Game – Minion Mayhem uit voor Nintendo DS.

### Despicable Me: Minion Rush (2013)
Despicable Me: Minion Rush is een computerspel gebaseerd op de tweede langspeelfilm in deze franchise. Het spel werd uitgebracht door Gameloft op 13 juni 2013. Het is beschikbaar voor iPhone, iPad en toestellen met Windows Phone, Windows 8, Android of BlackBerry 10 als besturingssysteem.

### Minions Paradise (2015)
Minions Paradise is een gratis mobielspel gebaseerd op de prequel-film in deze franchise. Het spel werd uitgebracht door EA Games op 21 april 2015. Het is beschikbaar voor iOS en Android-toestellen.

## Boeken

### Despicable Me: The Junior Novel (2010)
Despicable Me: The Junior Novel is een Amerikaanse kinderboek van de Amerikaanse schrijfster  Annie Auerbach gebaseerd op de eerste langspeelfilm. Het werd uitgegeven door Little, Brown and Company in 2010 en het telt 144 pagina's.

### Despicable Me 2: The Junior Novel (2013)
Despicable Me 2: The Junior Novel is een Amerikaanse kinderboek van de Amerikaanse schrijfster Annie Auerbach gebaseerd op de tweede langspeelfilm. Het werd uitgegeven door Little, Brown and Company in 2013 en het telt eveneens 144 pagina's.

## Soundtracks

### Despicable Me: Original Motion Picture Soundtrack (2010)
Despicable Me: Original Motion Picture Soundtrack is de soundtrack van de eerste langspeelfilm in deze franchise. Het kwam uit op 6 juli 2010. De nummers werden vooral geschreven door Heitor Pereira en Pharrell Williams.

### Despicable Me 2: Original Motion Picture Soundtrack (2013)
Despicable Me 2: Original Motion Picture Soundtrack  is de soundtrack van de tweede langspeelfilm in deze franchise. Het kwam uit op 18 juni 2013. De nummers werden vooral geschreven door Heitor Pereira en Pharrell Williams. Het nummer Happy groeide uit tot een internationale wereldhit.

### Minions: Original Motion Picture Soundtrack (2015)
Minions: Original Motion Picture Soundtrack is de soundtrack van de prequel-film in deze franchise. Het kwam uit op 10 juli 2015. De nummers werden vooral geschreven door Heitor Pereira.

### Despicable Me 3: Original Motion Picture Soundtrack (2017)
Despicable Me 3: Original motion Picture Soundtrack is de soundtrack van de derde langspeelfilm (prequel-film niet meegeteld) in deze franchise. Het kwam uit op 23 juni 2017. De nummers werden vooral geschreven door Pharrell Williams.

## Andere

### Despicable Me: Minion Mayhem
Despicable Me: Minion Mayhem is een pretparkattractie in Universal Studios Florida dat in 2012 geopend werd. In 2014 werd er een andere geopend in Universal Studios Hollywood.

### Strips
Minions is een Belgische stripreeks gebaseerd op deze franchise.